# De Dion-Bouton Type CG 2
Der De Dion-Bouton Type CG 2 ist ein Pkw-Modell aus den 1910er Jahren. Hersteller war De Dion-Bouton aus Frankreich.

## Beschreibung
Die Zulassung durch die nationale Zulassungsbehörde erfolgte am 13. Juni 1910. Als Variante des Type CH hat das Modell keinen Vorgänger. Der Type CG ist ein anderes Modell mit kleinerem Motor.
Der Vierzylindermotor hat 90 mm Bohrung, 120 mm Hub und 3054 cm³ Hubraum. Er war damals in Frankreich mit 18 Cheval fiscal (Steuer-PS) eingestuft. Er ist vorne im Fahrgestell montiert und treibt eine Kardanwelle die Hinterräder an. Der Wasserkühler ist direkt vor dem Motor hinter einem deutlich sichtbaren Kühlergrill. Die Hinterachse ist eine De-Dion-Achse. Der wichtigste Unterschied zum Type CH ist das Vierganggetriebe anstelle eines Dreiganggetriebes. Offensichtlich war damals in Frankreich bei Änderungen dieser Art eine neue Typprüfung notwendig. Wieso das Modell CG 2 und nicht CH 2 genannt wurde, ist nicht bekannt.
Die Basis bildet ein Pressstahlrahmen. Der Radstand beträgt 3057 mm und die Spurweite 1400 mm.
Bekannt sind Aufbauten als Doppelphaeton.
Das Modell wurde nur 1910 produziert und dann ohne Nachfolger eingestellt.